# Forges d'Échalonge
Les forges d'Échalonge sont des forges situées à Essertenne-et-Cecey, en France.

## Localisation
Les forges sont situées sur la commune d'Essertenne-et-Cecey, dans le département français de la Haute-Saône.

## Historique
L'édifice est inscrit au titre des monuments historiques en 1993.